# モンテ・ヘルマン
モンテ・ヘルマン（Monte Hellman、1929年7月12日 - 2021年4月20日）は、アメリカ合衆国の映画監督、編集技師、映画プロデューサーである。『断絶』を監督したことで知られている。

## 来歴
1929年7月12日、ニューヨーク州ニューヨーク市に生まれる。スタンフォード大学とカリフォルニア大学ロサンゼルス校で学んだ。
1959年、『魔の谷』で映画監督デビュー。1971年、ロード・ムービー『断絶』を監督する。1992年、クエンティン・タランティーノ監督の『レザボア・ドッグス』で製作総指揮を務める。
1989年以降は監督業から遠ざかっていたが、2010年、21年ぶりとなる長編監督作品『果てなき路』を手がける。同年に開催された第67回ヴェネツィア国際映画祭にて生涯功労賞を受賞した。

## フィルモグラフィー

### 映画
- 魔の谷 Beast from Haunted Cave （1959年） - 監督
- バックドア・トゥ・ヘル 情報攻防戦 Back Door to Hell （1964年） - 監督
- 旋風の中に馬を進めろ Ride in the Whirlwind （1966年） - 監督・製作
- ワイルド・エンジェル The Wild Angels （1966年） - 編集
- 銃撃 The Shooting （1966年） - 監督・製作
- 断絶 Two-Lane Blacktop （1971年） - 監督
- センターコートの幻影 The Christian Licorice Store （1971年） - 出演
- コックファイター Cockfighter （1974年） - 監督
- 666号室 Chambre 666 （1982年） - 出演
- イグアナ 愛と野望の果て Iguana （1988年） - 監督・脚本
- レザボア・ドッグス Reservoir Dogs （1992年） - 製作総指揮
- キリング・ボックス Grey Knight （1993年） - 編集
- GO!GO!L.A. L.A. Without a Map （1998年） - 出演
- イージー・ライダー☆レイジング・ブル Easy Riders, Raging Bulls （2003年） - 出演
- アメリカン・ニューシネマ 反逆と再生のハリウッド史 A Decade Under the Influence （2003年） - 出演
- デス・ルーム Trapped Ashes （2006年） - 5人の映画監督による共作。「キューブリックの恋人」を監督
- 果てなき路 Road to Nowhere （2010年） - 監督・製作
- フラーライフ A Fuller Life （2013年） - 出演

### オリジナルビデオ
- ヘルブレイン 血塗られた頭脳 Silent Night, Deadly Night 3: Better Watch Out! （1989年） - 監督

## 著書
- モンテ・ヘルマン語る 悪魔を憐れむ詩（2012年、河出書房新社）